# Oospila quinquemaculata
Oospila quinquemaculata là một loài bướm đêm trong họ Geometridae.